# Tammela Stadion
Das Tammela Stadion (finnisch Tammelan stadion) ist ein Fußballstadion in der finnischen Stadt Tampere. Die Anlage liegt inmitten von Wohnhäusern und ist Spielstätte der Männermannschaft (Veikkausliiga) und der Frauenmannschaft (Kansallinen Liiga) des Fußballvereins Ilves. Des Weiteren nutzen der TPV aus der drittklassigen Kakkonen und Ilves-Kissat aus der viertklassigen Kolmonen die Spielstätte. 

## Geschichte

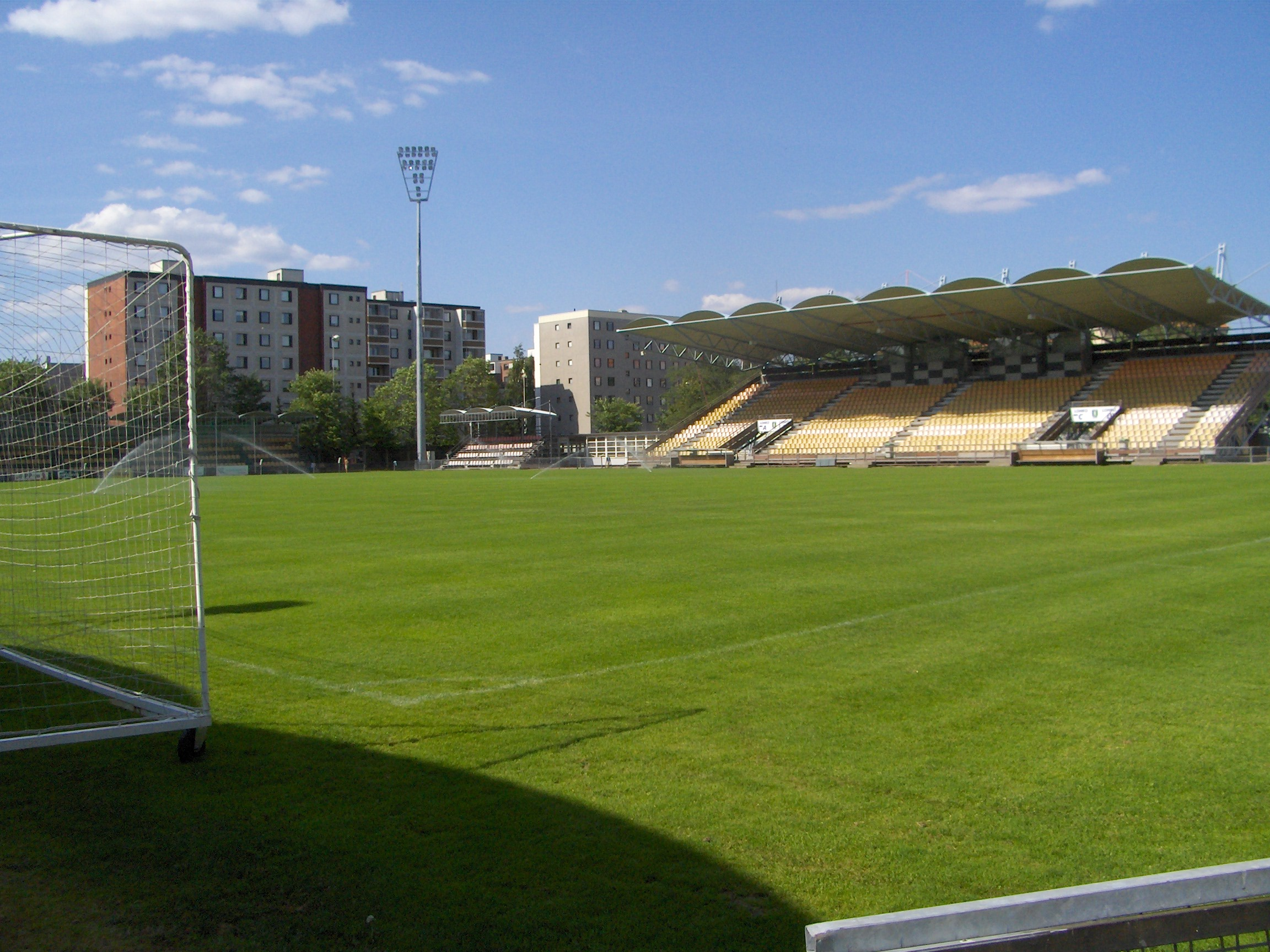
Das Tammela Stadion im August 2006. Links die Hintertortribüne im Westen, in der Mitte der kleine Rang und rechts die Haupttribüne.

1926 entschied die Stadt den Bau eines Fußballstadions. Es mangelte aber an finanziellen Mitteln und der Bau verzögerte sich. 1931 konnte die Anlage eröffnet werden. 1937 kamen weitere Tribünen hinzu. 1993 wurde die Sportstätte renoviert und erweitert. 2001 fand das Endspiel im finnischen Fußballpokal im Stadion in Tampere zwischen dem Atlantis FC aus der Hauptstadt Helsinki und Tampere United (1:0) vor 3.820 Besuchern statt. Im Jahr 2002 wurden die Sitze erneuert. Momentan bieten die Tribünen 5.050 überdachte Sitzplätze für die Zuschauer.
Es bestehen Pläne, das Tammela Stadion neu zu bauen. Im Dezember 2013 startete ein Design-Wettbewerb, den 2014 JKMM Architects gewann. 2015 wurden die Pläne leicht modifiziert. Das neue Fußballstadion soll 7.250 überdachte Plätze, 170 Wohnungen und fast 7.000 m2 Büro- und Gewerbeflächen sowie unterirdische Parkmöglichkeiten bieten. Das Spielfeld würde um 90° gedreht. Einen genaueren Zeitplan zur Umsetzung des Bauvorhabens gibt es momentan aber nicht.

## Tribünen
- Platzangebot insgesamt: 5.050
  - Haupttribüne (Nord): 1.300 Plätze
  - Gegentribüne (Süd): 1.500 Plätze
  - Hintertortribüne (Ost): 864 Plätze
  - Hintertortribüne (West): 864 Plätze
  - Weitere Plätze: 522 Plätze